# 旦那が何を言っているかわからない件
『旦那が何を言っているかわからない件』（だんながなにをいっているかわからないけん、I CAN'T UNDERSTAND WHAT MY HUSBAND IS SAYING）は、クール教信者による日本の4コマ漫画作品。2011年より自身のサイトで連載しており、pixivにも作品が投稿されている。単行本は一迅社より発行。
2ちゃんねるに投稿した作品が元になっており、その時はおたく部分やビジュアル面については友人を、ハイテンションな性格については2ちゃんねるにある掲示板「ニュース速報（VIP）」板の利用者である一般的なVIPPERをモデルにしているとのこと。
5分枠のショートアニメとしてテレビアニメが2014年10月より12月まで放送され、その後2015年4月より6月まで第2期が放送された。

## あらすじ
オタクである「旦那」と一般人である「カオル」夫妻によるラブコメ作品。お互い分かり合えない部分がありながらもラブラブな新婚生活を描いている。

## 登場人物
十 一（つなし はじめ）
声 - 鈴村健一
本作の主人公。通称「旦那」。連載開始時は23歳。射手座のAB型。
漫画やアニメといったサブカルに傾倒し、さらに道を踏み外した上、その泥沼にどっぷりハマっている重度のオタクである。ネットの住人らしく、語尾に｢○○だお｣と付けて話す癖があり、妻・カオルを｢カオルたん｣と呼ぶ。当初はまとめサイトの管理人として月に数十万円の収入を得ていたが、まとめサイトのステマ騒動がきっかけで、第19話より知人の三木を介してウェブデザイナーとして在宅勤務で働き始める。なお、このステマ騒動とは、作品が投稿された2012年1月に実際に起こった出来事である。
以前にもアルバイト経験があり、その店でカオルと知り合った。その店を選んだ理由は安価によるものだった。いわゆる腹筋スレに引っかかる度に本当に腹筋運動をしているらしく、筋肉質である。普段は眼鏡で目が隠れたとっぽい顔立ちだが、以前は眼鏡をかけておらず、目つきの鋭いかなりの美形だった。作者の別作品『回転寿司屋のバイトのVIPPER』では回転寿司屋のアルバイトとして裏方で活躍していた。なお、回転寿司屋のアルバイトの関係で、樹瀬夫妻の告白シーンなど、かなりのシーンを図らずも目撃しているが、話を聞くまで両者気づいていなかった。
十 カオル（つなし カオル）
声 - 田村ゆかり
本作の語り部。旧姓「佐村（さむら）」。連載開始時は25歳。蟹座のO型。
ごく普通の会社員である。サブカルの知識は、たまに旦那とテレビゲームをする程度でほとんどなく、ネット用語にも疎い。三白眼なのを気にしているが、旦那は気に入っているらしい。また、金髪であるが、新婚当時は黒髪（アニメでは藍色）だった。仕事が大好きであり、旦那からは「労働厨」と言われたこともある。喫煙者で料理下手。また、アルコールの許容量は大きいが酒癖が悪く、ある程度の量を超えると暴れだして、その時の記憶を失う（被害を被るのは大体旦那である）。アニメ第1期13話では妊娠した様子が描かれており、原作では事実上の最終話となっている52話で第一子を出産している。同作者の別作品『滅子に夜露死苦』の主人公、歳浦明子の後輩で、そちらの方にもカオルが登場している。さらに別作品『回転寿司屋のバイトのVIPPER』では一のバイト先の回転寿司屋の副店長をしていた。
二人の馴れ初めを描いた、『回転寿司屋のバイトのVIPPER』とのリンクは第1期第9話や第11話および第2期第10話でアニメ化されている。
十 陽太（つなし ようた）
声 - 堀野紗也加
一の実弟であり、カオルの義弟。大学生。通称「マヨタマ」。身長155cm。血液型B型。
「マヨタマ」はハンドルネームで、旦那からも「マヨタマ氏」と呼ばれている。普段は女装している男の娘であり、カオルには以前会った時に旦那の妹と思われていた。同人誌の作成・販売で生計を立てている。ジャンルは自分や兄をモデルにしたボーイズラブ作品で、同人誌即売会では毎回1000部以上を完売するほどの人気がある。一緒に風呂に入ろうとするなど、かなりのブラコン。自分が兄を好きな理由を寸分違わず見破ったカオルのことを評価し、「絶対別れない方がいい」と兄にアドバイスしたことがある。
昔は兄を嫌っていたが、いじめに遭った時に助けて貰ったのを機に兄べったりになり、それが高じその挙句の果てに完全腐敗、BL趣味と女装男子となった。
樹瀬 リノ（じゅせ リノ）
声 - 釘宮理恵
カオルの友人で面職人。見た目は非常に幼い。年下でプロボクサーの夫を持つ。
作者の別作品『さび抜きカノジョ』の主人公の一人。元キャラは、『ピーチボーイリバーサイド』の面神鬼 ジュセリノ。
樹瀬 望（じゅせ のぞむ）
声 - 坂井俊文
旧姓は木村。リノの夫でプロボクサー。旦那が一目で見抜くほどのヘタレ。大学入学当初、キャンパス内で迷子(?)になっていた当時大学3年だったリノと出会い、一緒に講義を受けるうちに付き合うようになった経緯がある。
作者の別作品『さび抜きカノジョ』の主人公の一人。元キャラは、『ピーチボーイリバーサイド』のホーソン・グラトール。
田中さん
声 - 新谷良子
カオルの友人で医者。既婚者だが、夫婦別姓で夫とは苗字が違う。温厚な性格だが、これは高校の時の大喧嘩に懲りたためらしい。旦那とカオルの娘「さよ子」の名付け親。山田のことは小学生のころから好きだった模様。
山田さん
声 - 外崎大輔
田中さんの夫でこちらも医者。かつらをしていることを旦那は初対面ですぐに見抜いたが、妻はそのときまで知らなかった。
作者の別作品の『小森さんは断れない!』に登場する西鳥めぐみの叔父に当たる人物。
三木さん
声 - 清水香里
旦那の知人。探偵事務所の所長をしており、彼へは仕事の紹介もしている。「デスティニーファッカー」のハンドルネームを持つ2ちゃんねらー。オフ会で知り合って以来、マヨタマから度々アプローチされている。年齢、性別ともに不明（女装すると別人のようになり、旅館に来た時にも一人で風呂に入っている）。元キャラは、『ピーチボーイリバーサイド』の未鬼。『滅子に夜露死苦』にも出演しており、そちらではメイド喫茶の店長もやっている。単行本では、女性になる薬を貰う描写がある。
歳浦明子
声 - 佐倉綾音
カオルの高校時代の先輩で三木の親戚。時々彼の仕事の手伝いをしている。かなりの怪力らしく、壁に穴をあけたり、木をへし折ったりすることができる。元キャラは、『ピーチボーイリバーサイド』の滅神鬼 歳浦滅子。『滅子に夜露死苦』の主人公でもある。こちらでは「めいこ」、『滅子に夜露死苦』では「あきこ」とルビが振られている。
電次（でんじ）
声 - 石井康嗣
旦那の父親。旦那が結婚したことを信じておらず、結婚式もドッキリだと思い込んでいた。
今日子
声 - 三石琴乃
旦那の母親でカオルの姑。嫁のカオルには優しく朗らかに接するが、息子たちに対してはかなり厳しく、感情が昂ると血走った目と歯列に並んだ牙を剥き出しにして凄む。旦那の本名が｢はじめ｣となっているにも拘らず、「たかし」と呼ぶ。元キャラは、『ピーチボーイリバーサイド』の狂王鬼。
美里
カオルの母。作中ではすでに故人。名前の読みについては単行本第4巻p73でルビが振ってあり、第2刷では「みさと」だったが第4刷では「みり」となっている。同じシーンを描いたアニメ第1期第7話では忠から「みり」と呼ばれている。
忠（ただし）
声 - 堀江一眞
カオルの母方の伯父。職業は料理人で、イタリア料理店「ミドル」を営んでいる。カオルにとっては父親代わりの人物であり、「お父さん」と呼んでいる。カオルを溺愛している反面、一にはかなり厳しい。カオルに料理を教えようとしたことがあるが、彼女のあまりの下手さに匙を投げている。アニメでは「カオル父」とクレジットされている（漫画でも初登場時は「父・忠（ただし）」となっている）。元キャラは、『ピーチボーイリバーサイド』の忠鬼。
愛（あい）
声 - 菅野真衣
カオルの親戚の女の子。フリフリの服を着ているが、本人は気に入っていない。母親はプロゴルファー、父親はキャディーをしている。
木村ユズ（きむら ユズ）
声 - 堀江由衣
カオルの高校時代の先輩。柚木ラム（ゆずき ラム）のペンネームで漫画を書いている。温厚だが、初対面の人の細かなプロフィールを事前に調べ尽くしているという意味で怖い人。こちらも、歳浦明子や三木と同じく『滅子に夜露死苦』にも出演しており、そこでは自分が魔女の子孫であると話している。望と親戚かどうかは不明。
砥部(とべ)ちゃん
声 - 松来未祐
カオルの会社の後輩。既婚者。自分が妊娠した時に同じような待遇にならないと困るとの理由から、カオル妊娠の際には定時退社を促していた。
ザギゴ
カオルの会社の主任。新しい上司の態度を見かねて適切な対応をとった。アニメで彼が登場するシーンは、同僚（声 - 橘諒）に差し替えられている。
後輩
声 - 中原麻衣
旦那がバイトをしていた際にバイト先に入ってきた後輩。旦那の事が好きだったようだが、旦那とカオルが両想いだと気づいて身を引き、あえて旦那を振った。現在でもカオルとは付き合いがあり、当時の事を小説にして投稿しようとしている。自称カプ厨。
堀内春人（ほりうち はるんど）
旦那達の近所に住んでいる肉屋の主人。日曜大工がそこそこできる。髪の毛は頭に3本のみ。インターネットの知識はあまりない。作者の別作品、『ラブタ』の主人公。
堀内久瑠芽（ほりうち くるめ）
春人の妻。旦那が手も足も出ないくらいゲームが強い。『ラブタ』のヒロインで旧姓は後藤地。
地獄巡春（じごくめぐり はる）
旦那の仕事先の社長。旦那曰く、二次みたいにかわいい美人のお姉さん。既婚者だが、夫とはセックスレスらしい。作者の別作品『おじょじょじょ』のヒロイン。
ドメニカ・ゾンターク
コーヒー店「カフェ レジェディア」（登場する度表記が揺らぐ）の店長。あだ名は「姫」。イタリア人だが日本語がペラペラ。ライバル店の用語も理解している。
ロクサナ・ゾンターク
ドメニカの妹。姉と一緒に働いており、「ロクさん」と呼ばれている。旦那とカオルの飲食サービス業界絡みな世知辛い会話に、つい苦い顔をしてしまう。
YUKI / 丈山ユキ（じょうやま ユキ）
第28話に登場。十夫妻がライブを観に行った人気アイドル。堀内夫妻が通っていた高校のOBであり、当時からCDリリースは一切せずライブ活動のみという風変わりぶりで知られていた。『滅子に夜露死苦』では、高校時代のカオルが先輩の明子から彼に関する話を聞かされている。
鬼神第四位存神鬼ダルス
1巻巻末おまけ4コマに登場。本作にスターシステムが導入されていることを説明する一環で出て来たおじいちゃん。引っ張り出されてきた元が元だけに容貌も風体も能力設定も場違いすぎるが、非常にいい人。

## 書誌情報
- クール教信者『旦那が何を言っているかわからない件』 一迅社〈書籍扱い〉、既刊5巻（2015年8月4日現在）
  1. 2011年12月27日発売、ISBN 978-4-7580-1261-4
  2. 2012年7月13日発売、ISBN 978-4-7580-1278-2
  3. 2013年2月27日発売、ISBN 978-4-7580-1305-5
  4. 2014年6月27日発売、ISBN 978-4-7580-1372-7
  5. 2015年8月4日発売、ISBN 978-4-7580-1445-8

描き下ろしのほか、作中に2ちゃんねる用語を始めとするネット用語が頻繁に登場することからそのつど用語解説も掲載されている。

## テレビアニメ
2014年10月より12月まで第1期が放送された。第1期全13話。テレ玉、KBS京都、tvk、サンテレビ、AT-X、ニコニコ動画、バンダイチャンネルにて、5分枠のショートアニメとして放送・配信。
2015年4月より6月まで第2期『旦那が何を言っているかわからない件 2スレ目』（だんながなにをいっているかわからないけん にスレめ）が放送。第2期全13話。第7話は、ニコニコ動画の「よく見られているチャンネル動画」で第1位となる。
第1期第2話にて、マヨタマ（十陽太）が帰宅する電車内で所沢のアナウンスが流れたが、第2期第5話・第11話にて、実はアニメの舞台は埼玉県春日部市であることが明らかになった。
第2期第8話にゲスト出演したたてかべ和也が2015年6月18日に死去したため、本作は彼にとっての遺作となった。同年6月26日には、たてかべへの追悼企画としてニコニコ動画で第8話が1週間無料配信された。

### スタッフ
- 原作 - クール教信者（「旦那が何を言っているかわからない件」一迅社刊）
- 監督・脚本 - 永居慎平
- キャラクターデザイン・総作画監督 - 馬場竜一
- 美術監督 - 高橋忍
- 撮影監督・編集 - 堀川和人
- 色彩設計 - 藤木由香里
- サブタイトル題字 - 松田侑大
- 音楽 - G-angle
- 音響監督 - 大室正勝
- 音響制作 - ダックスプロダクション
- 制作プロダクション - ドリームクリエイション
- アニメーション制作 - セブン
- 製作著作 - 旦那が製作委員会（第1期）、旦那が2製作委員会（第2期）

### 主題歌
第1期主題歌「いいかげんにして、あなた」
作詞 - マドモアゼル ミナ / 作曲 - 北島美奈 / 歌 - カオルとハジメ（田村ゆかり & 鈴村健一）
第9話は伴奏付きカラオケ版、第11話はピアノソロ版を使用。第2期第8話でも使用。
「奥様のブルース」（第1期第12話、第2期第6話）
作詞 - マドモアゼル ミナ / 作曲 - 北島美奈 / 歌 - カオル（田村ゆかり）、樹瀬リノ（釘宮理恵）、田中さん（新谷良子）
第2期主題歌「ゆるがぬふたり〜愛の讃歌〜」
作詞 - マドモアゼル ミナ / 作曲 - 北島美奈 / 歌 - カオルとハジメ（田村ゆかり & 鈴村健一）
エンディングクレジットでは「愛の賛歌」となっている。第7話はオフボーカル。

### 各話リスト
| 話数             | サブタイトル                                   | 絵コンテ       | 演出           | 作画監督       |
| 第1期            | 第1期                                          | 第1期          | 第1期          | 第1期          |
| ---------------- | ---------------------------------------------- | -------------- | -------------- | -------------- |
| #1               | 合わない趣味とハマったソリ                     | 永居慎平       | 永居慎平       | 馬場竜一       |
| #2               | 性別を超え血を超え出でよ男の娘                 | 永居慎平       | 永居慎平       | 馬場竜一       |
| #3               | オタクの俺の弟がこんなに友達が少ない訳が(ry    | 永居慎平       | 永居慎平       | 馬場竜一       |
| #4               | 旦那はたまに警備職に年中無休で就いております   | 永居慎平       | みうらさぶろう | 馬場竜一       |
| #5               | ドランカーデビル                               | 永居慎平       | 永居慎平       | 馬場竜一       |
| #6               | ネバークロスアブリッジティルユーカムトゥイット | 永居慎平       | 佐々木勅嘉     | 馬場竜一       |
| #7               | 歩きなれた道に背を向けて走ってみた結果         | 永居慎平       | 永居慎平       | 馬場竜一       |
| #8               | プロゴルファーなる                             | 永居慎平       | 永居慎平       | 馬場竜一       |
| #9               | 極上のパンケーキにハチミツをぶちまける行為     | 永居慎平       | 永居慎平       | 馬場竜一       |
| #10              | 極めて近く限りなく遠い子供                     | 北村淳一       | 北村淳一       | 馬場竜一       |
| #11              | 人が一人で生きてきて                           | いまざきいつき | いまざきいつき | いまざきいつき |
| #12              | 融合賢者の日                                   | みうらさぶろう | 永居慎平       | 馬場竜一       |
| #13              | 僕と彼女ともう一人                             | 永居慎平       | 永居慎平       | 馬場竜一       |
| 2スレ目（第2期） |                                                |                |                |                |
| #1(7.5)          | 思い出うごうご                                 | 永居慎平       | 永居慎平       | 馬場竜一       |
| #2(9.5)          | スナイプベター                                 | 永居慎平       | 北村淳一       | 馬場竜一       |
| #3(8.5)          | 妻と夫の×××                                    | 永居慎平       | 永居慎平       | 馬場竜一       |
| #4(11.5)         | 俺はフリーでしか描かない                       | 永居慎平       | 竹内崇         | 馬場竜一       |
| #5(12.5)         | 私を旅館につれてって                           | 永居慎平       | 永居慎平       | 馬場竜一       |
| #6(-108)         | さび抜きカノジョ                               | 永居慎平       | 永居慎平       | 馬場竜一       |
| #7(12.8)         | カオルと旦那                                   | 永居慎平       | 岩崎知子       | 馬場竜一       |
| #8(-555)         | マヨタマ爆誕                                   | いまざきいつき | いまざきいつき | いまざきいつき |
| #9(3.5)          | 望んで叶って怒られて                           | 北村淳一       | 北村淳一       | 馬場竜一       |
| #10(10.5)        | フールフーフ                                   | 永居慎平       | 永居慎平       | 馬場竜一       |
| #11(14)          | 価値の重さと重さの価値                         | 永居慎平       | 永居慎平       | 馬場竜一       |
| #12(15)          | ベイビースキップビート                         | 永居慎平       | 永居慎平       | 馬場竜一       |
| #13(16)          | happy days                                     | 永居慎平       | 永居慎平       | 馬場竜一       |

第2期の話数の後ろにある括弧付き数字は、その回が第1期の中でどの時期に当たるかを示す。

### 放送局
| 放送期間                 | 放送時間                     | 放送局     | 対象地域 | 備考             |
| ------------------------ | ---------------------------- | ---------- | -------- | ---------------- |
| 2014年10月3日 - 12月26日 | 金曜 1:00 - 1:05（木曜深夜） | テレ玉     | 埼玉県   | 製作参加         |
|                          | 金曜 1:30 - 1:35（木曜深夜） | KBS京都    | 京都府   |                  |
|                          | 金曜 23:25 - 23:30           | AT-X       | 日本全域 | リピート放送あり |
| 2014年10月4日 - 12月27日 | 土曜 1:45 - 1:50（金曜深夜） | tvk        | 神奈川県 |                  |
| 2014年10月7日 - 12月30日 | 火曜 2:30 - 2:35（月曜深夜） | サンテレビ | 兵庫県   |                  |

| 放送期間                 | 放送時間        | 放送局             | 備考                                                |
| ------------------------ | --------------- | ------------------ | --------------------------------------------------- |
| 2014年10月7日 - 12月30日 | 火曜 21:00 更新 | ニコニコチャンネル | 第1話・第2話・第13話無料、第3話 - 第12話1週間無料。 |
|                          |                 | バンダイチャンネル | 第1話・第2話・第13話無料、第3話 - 第12話1週間無料。 |

| 放送期間               | 放送時間                     | 放送局     | 対象地域 | 備考             |
| ---------------------- | ---------------------------- | ---------- | -------- | ---------------- |
| 2015年4月3日 - 6月26日 | 金曜 1:00 - 1:05（木曜深夜） | テレ玉     | 埼玉県   | 製作参加         |
|                        | 金曜 1:30 - 1:35（木曜深夜） | KBS京都    | 京都府   |                  |
|                        | 金曜 21:25 - 21:30           | AT-X       | 日本全域 | リピート放送あり |
| 2015年4月4日 -         | 土曜 1:45 - 1:50（金曜深夜） | tvk        | 神奈川県 |                  |
| 2015年4月7日 -         | 火曜 2:30 - 2:35（月曜深夜） | サンテレビ | 兵庫県   |                  |

| 放送期間               | 放送時間        | 放送局             | 備考                                                |
| ---------------------- | --------------- | ------------------ | --------------------------------------------------- |
| 2015年4月7日 - 6月30日 | 火曜 21:00 更新 | ニコニコチャンネル | 第1話・第2話無料、第3話以降1週間無料。              |
| 2015年4月13日 - 7月6日 | 月曜 12:00 更新 | バンダイチャンネル | 第1話・第2話・第13話無料、第3話 - 第12話1週間無料。 |
|                        |                 | GYAO!              | 第1話・第2話・第13話無料、第3話 - 第12話1週間無料。 |

### BD / DVD
第1期
2015年1月16日に全13話を収録したBD（DCBD0007）とDVD（DCDV0005）が発売された。
第2期
2015年6月19日に全13話を収録したBD（DCBD0011）とDVD（DCDV0007）が発売された（第1期と異なり、テレビで全話放送される前の発売となった）。